# Smoke + Mirrors (álbum de Imagine Dragons)
«Smoke + Mirrors» (en español: «Humo + Espejos») es el segundo álbum de estudio de la banda estadounidense de rock Imagine Dragons, lanzado por KIDinaKORNER e Interscope Records el 17 de febrero de 2015. Grabado a lo largo del 2014 en el estudio personal de la banda, el álbum fue producido por Alex Da Kid y precedido por tres sencillos: «I Bet My Life», «Gold» y «Shots».
«Smoke + Mirrors» recibió opiniones generalmente mixtas de los críticos de música después de su lanzamiento oficial. Sin embargo, debutó en el número uno de la lista Billboard 200 en los Estados Unidos, vendiendo más de 172,000 unidades, y también debutó en el número uno en la lista UK Albums Chart y en la Canadian Albums Chart, siendo considerado por los fans como el mejor álbum de Imagine Dragons, logrando ser certificado desde entonces como disco de oro en Estados Unidos, Reino Unido y Brasil. Hasta noviembre de 2016, se habían vendido cerca de 1,200,000 copias del álbum a nivel mundial.

## Composición
Dan Reynolds declaró a la revista musical Rolling Stone que su próximo álbum sería "distinto" a «Night Visions». Agregó: "Abrazamos muchas influencias de hip-hop con «Night Visions», pero creo que el próximo álbum será más rock. Es demasiado pronto para decirlo, pero hay algunas cosas extrañas en estas canciones".

## Grabación
El proceso creativo para el álbum comenzó mucho antes de la conclusión del «Night Visions Tour». Desde el comienzo del tour en 2012, la banda había estado escribiendo su nuevo material para un próximo álbum, y, aunque ya en el inicio de la gira, habían grabado algunos demos para el álbum, antes de entrar al estudio. En el momento en que entraron en el estudio para trabajar en el álbum, ya habían acumulado 50 demos con los cuales trabajar. Los demos se habían descrito por Reynolds como "definitivamente diferentes", pero añadió que "todavía contenía a Imagine Dragons, pero tenemos un gran crecimiento y maduración como banda. Creo que [el nuevo material] va a ir en la dirección correcta. Sólo estamos tratando de crear y hacer lo que sale y lo que se siente derecho." La banda también fue autocríticado a lo largo de las sesiones de grabación, con el baterista Daniel Platzman afirmando que "no hay espacio para la presión externa" durante la grabación del álbum.
La banda anunció un descanso al final del «Night Visions Tour» en el Lollapalooza en Sao Paulo, Brasil.
Durante la grabación del álbum, la banda publicó dos sencillos para otros proyectos, estrenando «Battle Cry» para la película Transformers: La era de la extinción en junio de 2014 y «Warriors» como el tema principal del Campeonato Mundial de League of Legends el 18 de septiembre de ese mismo año.

## Promoción
«I Bet My Life» fue lanzado como el primer sencillo de «Smoke + Mirrors» el 27 de octubre de 2014, anterior a su publicación. La salida del sencillo fue precedido por varios mensajes en las redes sociales que ofrecen segmentos de obras de arte impuestas con la letra de la canción y símbolos de un lenguaje críptico. Desde entonces ha alcanzado el No. 53 en el Billboard Hot 100 y aterrizó entre las cinco primeras canciones en el Alternative Songs Charts. La banda interpretó la canción en directo en los American Music Awards con un coro de gospel.
El 12 de diciembre de 2014, la banda publicó en las redes sociales la solicitud de que los aficionados en los Estados Unidos buscaran alrededor de su ciudad para algunas sorpresas y que publicaran sus hallazgos. También dieron a entender sobre dos lugares en Las Vegas. En breve, se descubrieron carteleras que ofrecen ilustraciones, el nombre de la banda, un hashtag ("#smokeandmirrors"), y un títulos adicionales, que se presumen ser los nombres de los temas. A continuación los títulos revelados «Summer», «Shots», «Polaroid», «I'm So Sorry», y «Gold». Posteriormente enviaron mensajes directos a varios fanáticos con las piezas del rompecabezas con la obra de arte para el álbum (cada archivo numerado, al menos 13 en total). Cuando se combinan, las piezas del rompecabezas parecen revelar la portada y el título del álbum.
El 26 de enero de 2015, el tercer sencillo «Shots» fue lanzado a través de Vevo.

### Tour
En 2015 se llevó a cabo la segunda gira de conciertos de la banda, titulada «Smoke + Mirrors Tour», iniciando el 12 de abril de 2015 en Santiago de Chile, Chile y culminando el 5 de febrero de 2016 en Ámsterdam, Países Bajos. Anteriormente, el 5 de febrero de 2015, la banda tocó en un concierto en vivo en Live Nation y Yahoo!, durante el cual se anunció la parte norteamericana del Tour, dando inicio el 3 de junio en Portland, Oregón.

### Sencillos
«I Bet My Life» fue lanzado como el primer sencillo de «Smoke + Mirrors» y debutó en el número 15 en el Canadian Hot 100, el número 27 en la lista de singles del Reino Unido, y el 28 en el Billboard Hot 100. También encabezó la lista Billboard Adult Alternative Songs, una primera para la banda. la banda interpretó la canción en vivo en los American Music Awards (2014), Good Morning America (2015), The Ellen DeGeneres Show (2015), VH1's Big Morning Buzz Live (2015).
«Gold» fue lanzado como el segundo sencillo del álbum, el 16 de diciembre de 2014 y alcanzó el puesto número 12 en la lista de canciones de Billboard Hot Rock.
«Shots» fue lanzado como el tercer sencillo de «Smoke + Mirrors» y lograron estar en el Billboard Hot 100, alcanzado el N.º 3 en la lista de singles de Noruega. La banda interpretó la canción en vivo durante los premios Grammy (2015), una presentación en vivo fue dirigida por Jonas Åkerlund. También interpretaron la canción en vivo en Good Morning America (2015), The Tonight Show Starring Jimmy Fallon (2015), El Show de Howard Stern (2015), Jimmy Kimmel Live!, The Ellen DeGeneres Show (2015), y Today (2015).

## Recepción

### Crítica
«Smoke + Mirrors» recibió opiniones mixtas generalmente de los críticos, con una puntuación de 60/100 en Metacritic. 
Q publicó una revisión positiva del álbum, que calificó de "[una] joya moderna de pop-rock" y observó también una mejora con respecto a su álbum debut, «Night Visions»".
Entertainment Weekly publicó una revisión positiva afirmando que "es el segundo esfuerzo del grupo para escalar a la cima en el frippery, revelando el gran potencias en el rock con una fuerte orientación que parece que están en el escenario".
Illinois Entertainer publicó una entrevista con Reynolds el 2 de febrero de 2015, diciendo que el álbum es "un esfuerzo ambicioso, sólido como una roca, con un potencial que golpea en abundancia".
The Daily Telegraph publicó una opinión muy positiva del álbum, que calificó de "explosivo", diciendo que sus canciones están "salpicadas" de ideas brillantes y colisiones impares, la música del mundo suena a que se filtró a través de las ranuras del R & B, el tartamudeo digital rompe con ritmos sólidos. Las letras y la entrega sugieren que, Imagine Dragons, se adhieren al idealismo de una banda de rock pasada de moda, pero no hay nada frente a su camino".
Allison Stewart, de The Washington Post escribió que la banda "es muy bueno en lo que hace, incluso si lo que hace no es muy bueno,"logra si esfuerzo" uno de los propósitos del álbum, "De meter la mayor cantidad de estilos populares como sea posible en un álbum de rock convencional para atraer a tantas personas como pueda".
Dave DiMartino de Yahoo! Music escribió que "es la música de la banda, y no el rostro, o personalidades, lo que resuena con las audiencias masivas. y esto es bueno... una grabación de la banda de la cual deben estar orgullosos... esto podría haber sido un desastre, pero no lo fue".
Stephen Thomas Erlewine de Allmusic describió el álbum como "una arena de rock, con más estilo que sustancia, y un énfasis excesivo en los efectos de reverberación de tal manera que "exagerada la reverberación casi funciona como un quinto instrumento en la banda".
Las letras del álbum fueron nominados para un premio de la LMA.

### Comercial
«Smoke + Mirrors» debutó en el número uno en la lista Billboard 200 con una primera semana de ventas de 195.000 unidades totales (172.000 en ventas de discos puras y 23.000 unidades de álbum equivalente combinados y streams). El álbum se mantuvo en las listas de los veinte primeros de las próximas semanas, a partir de diciembre de 2015, el álbum ha vendido más de 500.000 copias en los Estados Unidos. En el Reino Unido, se convirtió en el álbum final para alcanzar el número uno en ventas por sí solas, en streaming se incorporó en la lista de los álbumes del Reino Unido la semana siguiente.

## Lista de canciones
| Smoke + Mirrors: Edición Estándar |                        |          |  |
| N.º                               | Título                 | Duración |  |
| 1.                                | «Shots»                | 3:52     |  |
| 2.                                | «Gold»                 | 3:36     |  |
| 3.                                | «Smoke And Mirrors»    | 4:20     |  |
| 4.                                | «I’m So Sorry»         | 3:50     |  |
| 5.                                | «I Bet My Life»        | 3:12     |  |
| 6.                                | «Polaroid»             | 3:50     |  |
| 7.                                | «Friction»             | 3:21     |  |
| 8.                                | «It Comes Back To You» | 3:37     |  |
| 9.                                | «Dream»                | 4:18     |  |
| 10.                               | «Trouble»              | 3:11     |  |
| 11.                               | «Summer»               | 3:38     |  |
| 12.                               | «Hopeless Opus»        | 3:58     |  |
| 13.                               | «The Fall»             | 6:02     |  |
| 50:45                             |                        |          |  |

### Lanzamientos Múltiples
CD
| Smoke + Mirrors: Box Set (Canadá) [Edición Limitada] |               |          |  |
| N.º                                                  | Título        | Duración |  |
| 14.                                                  | «Thief»       | 3:47     |  |
| 15.                                                  | «The Unknown» | 3:24     |  |
| 16.                                                  | «Warriors»    | 2:50     |  |
| 1:00:46                                              |               |          |  |

| Smoke + Mirrors: Edición Deluxe (Target) |                  |          |  |
| N.º                                      | Título           | Duración |  |
| 14.                                      | «Thief»          | 3:47     |  |
| 15.                                      | «The Unknown»    | 3:24     |  |
| 16.                                      | «Second Chances» | 3:37     |  |
| 17.                                      | «Release»        | 2:28     |  |
| 1:04:01                                  |                  |          |  |

| Smoke + Mirrors: Edición International Deluxe |            |          |  |
| N.º                                           | Título     | Duración |  |
| 18.                                           | «Warriors» | 2:50     |  |
| 1:06:51                                       |            |          |  |

| Smoke + Mirrors: Edición Deluxe (Estados Unidos) |              |          |  |
| N.º                                              | Título       | Duración |  |
| 19.                                              | «Battle Cry» | 4:33     |  |
| 20.                                              | «Monster»    | 4:09     |  |
| 1:15:33                                          |              |          |  |

| Smoke + Mirrors: Asia Tour Edition |                                         |          |  |
| N.º                                | Título                                  | Duración |  |
| 19.                                | «Shots» (Broiler Remix)                 | 3:11     |  |
| 20.                                | «I Bet My Life» (Imagine Dragons Remix) | 4:58     |  |
| 21.                                | «I Bet My Life» (Lost Kings Remix)      | 3:58     |  |
| 1:18:58                            |                                         |          |  |

| Smoke + Mirrors: Edición Japonesa |                                    |          |  |
| N.º                               | Título                             | Duración |  |
| 19.                               | «Battle Cry»                       | 4:33     |  |
| 20.                               | «I Bet My Life» (Lost Kings Remix) | 3:58     |  |
| 21.                               | «Shots» (Broiler Remix)            | 3:11     |  |
| 1:18:33                           |                                    |          |  |

| Smoke + Mirrors: Edición Super Deluxe (CD Extra) [Edición Limitada] |                  |          |  |
| N.º                                                                 | Título           | Duración |  |
| 1.                                                                  | «Thief»          | 3:47     |  |
| 2.                                                                  | «The Unknown»    | 3:24     |  |
| 3.                                                                  | «Second Chances» | 3:37     |  |
| 4.                                                                  | «Release»        | 2:28     |  |
| 5.                                                                  | «Warriors»       | 2:50     |  |
| 6.                                                                  | «Battle Cry»     | 4:33     |  |
| 7.                                                                  | «Monster»        | 4:09     |  |
| 8.                                                                  | «Who We Are»     | 4:09     |  |
| 28:57                                                               |                  |          |  |

Digital
| Smoke + Mirrors: Edición Estándar (Reino Unido) |            |          |  |
| N.º                                             | Título     | Duración |  |
| 14.                                             | «Warriors» | 2:50     |  |
| 53:35                                           |            |          |  |

| Smoke + Mirrors: Edición Deluxe (Canadá) |               |          |  |
| N.º                                      | Título        | Duración |  |
| 14.                                      | «The Unknown» | 3:24     |  |
| 15.                                      | «Thief»       | 3:47     |  |
| 16.                                      | «Warriors»    | 2:50     |  |
| 1:00:46                                  |               |          |  |

| Smoke + Mirrors: Edición Deluxe (Spotify) |                         |          |  |
| N.º                                       | Título                  | Duración |  |
| 14.                                       | «Thief»                 | 3:47     |  |
| 15.                                       | «The Unknown»           | 3:24     |  |
| 16.                                       | «Second Chances»        | 3:37     |  |
| 17.                                       | «Release»               | 2:28     |  |
| 18.                                       | «Warriors»              | 2:50     |  |
| 19.                                       | «Shots» (Broiler Remix) | 3:11     |  |
| 1:10:02                                   |                         |          |  |

| Smoke + Mirrors: Edición Deluxe |                  |          |  |
| N.º                             | Título           | Duración |  |
| 14.                             | «Thief»          | 3:47     |  |
| 15.                             | «The Unknown»    | 3:24     |  |
| 16.                             | «Second Chances» | 3:37     |  |
| 17.                             | «Release»        | 2:28     |  |
| 18.                             | «Warriors»       | 2:50     |  |
| 19.                             | «Battle Cry»     | 4:33     |  |
| 20.                             | «Monster»        | 4:09     |  |
| 21.                             | «Who We Are»     | 4:09     |  |
| 1:19:42                         |                  |          |  |

| Smoke + Mirrors: Edición Deluxe (Reino Unido) |                         |          |  |
| N.º                                           | Título                  | Duración |  |
| 22.                                           | «Shots» (Broiler Remix) | 3:11     |  |
| 1:22:53                                       |                         |          |  |

Vinilo
Smoke + Mirrors: Edición Estándar
| Disco 1: Lado A |                     |          |  |
| N.º             | Título              | Duración |  |
| 1.              | «Shots»             | 3:52     |  |
| 2.              | «Gold»              | 3:36     |  |
| 3.              | «Smoke And Mirrors» | 4:20     |  |
| 4.              | «I'm So Sorry»      | 3:50     |  |
| 15:38           |                     |          |  |

| Lado B |                        |          |  |
| N.º    | Título                 | Duración |  |
| 1.     | «I Bet My Life»        | 3:12     |  |
| 2.     | «Polaroid»             | 3:50     |  |
| 3.     | «Friction»             | 3:21     |  |
| 4.     | «It Comes Back To You» | 3:37     |  |
| 5.     | «Dream»                | 4:18     |  |
| 18:18  |                        |          |  |

| Disco 2: Lado C |                 |          |  |
| N.º             | Título          | Duración |  |
| 1.              | «Trouble»       | 3:11     |  |
| 2.              | «Summer»        | 3:38     |  |
| 3.              | «Hopeless Opus» | 3:58     |  |
| 4.              | «The Fall»      | 6:02     |  |
| 16:49           |                 |          |  |

| Lado D |              |          |  |
| N.º    | Título       | Duración |  |
| 1.     | «Warriors»   | 2:50     |  |
| 2.     | «Battle Cry» | 4:33     |  |
| 3.     | «Monster»    | 4:09     |  |
| 4.     | «Who We Are» | 4:09     |  |
| 15:41  |              |          |  |

Smoke + Mirrors: Edición Super Deluxe
| Disco 1: Lado A |                     |          |  |
| N.º             | Título              | Duración |  |
| 1.              | «Shots»             | 3:52     |  |
| 2.              | «Gold»              | 3:36     |  |
| 3.              | «Smoke And Mirrors» | 4:20     |  |
| 4.              | «I'm So Sorry»      | 3:50     |  |
| 5.              | «I Bet My Life»     | 3:12     |  |
| 18:50           |                     |          |  |

| Lado B |                        |          |  |
| N.º    | Título                 | Duración |  |
| 1.     | «Polaroid»             | 3:50     |  |
| 2.     | «Friction»             | 3:21     |  |
| 3.     | «It Comes Back To You» | 3:37     |  |
| 4.     | «Dream»                | 4:18     |  |
| 5.     | «Trouble»              | 3:11     |  |
| 18:17  |                        |          |  |

| Disco 2: Lado C |                 |          |  |
| N.º             | Título          | Duración |  |
| 1.              | «Summer»        | 3:38     |  |
| 2.              | «Hopeless Opus» | 3:58     |  |
| 3.              | «The Fall»      | 6:02     |  |
| 4.              | «Thief»         | 3:47     |  |
| 5.              | «The Unknown»   | 3:24     |  |
| 20:49           |                 |          |  |

| Lado D |                 |          |  |
| N.º    | Título          | Duración |  |
| 1.     | «Second Chance» | 3:37     |  |
| 2.     | «Release»       | 2:28     |  |
| 3.     | «Warriors»      | 2:50     |  |
| 4.     | «Battle Cry»    | 4:33     |  |
| 5.     | «Monster»       | 4:09     |  |
| 6.     | «Who We Are»    | 4:09     |  |
| 21:46  |                 |          |  |

### Lanzamiento del Décimo Aniversario
Smoke + Mirrors Ten: Álbum conmemorativo
Disco 1
| Lado A |                     |          |  |
| N.º    | Título              | Duración |  |
| 1.     | «Shots»             | 3:52     |  |
| 2.     | «Gold»              | 3:36     |  |
| 3.     | «Smoke And Mirrors» | 4:20     |  |
| 4.     | «I'm So Sorry»      | 3:50     |  |
| 5.     | «I Bet My Life»     | 3:12     |  |
| 18:50  |                     |          |  |

| Lado B |                        |          |  |
| N.º    | Título                 | Duración |  |
| 6.     | «Polaroid»             | 3:50     |  |
| 7.     | «Friction»             | 3:21     |  |
| 8.     | «It Comes Back To You» | 3:37     |  |
| 9.     | «Dream»                | 4:18     |  |
| 10.    | «Trouble»              | 3:11     |  |
| 18:17  |                        |          |  |

Disco 2
| Lado C |                 |          |  |
| N.º    | Título          | Duración |  |
| 11.    | «Summer»        | 3:38     |  |
| 12.    | «Hopeless Opus» | 3:58     |  |
| 13.    | «The Fall»      | 6:02     |  |
| 14.    | «Thief»         | 3:47     |  |
| 15.    | «The Unknown»   | 3:24     |  |
| 20:49  |                 |          |  |

| Lado D |                        |          |  |
| N.º    | Título                 | Duración |  |
| 16.    | «Second Chance»        | 3:37     |  |
| 17.    | «Release»              | 2:28     |  |
| 18.    | «Warriors»             | 2:50     |  |
| 19.    | «Monster»              | 4:09     |  |
| 20.    | «Who We Are»           | 4:09     |  |
| 21.    | «I Bet My Life» (Demo) | 2:46     |  |
| 19:59  |                        |          |  |

Disco 3: «Reflections (From The Vault Of Smoke + Mirrors)»
| Lado E |                                 |          |  |
| N.º    | Título                          | Duración |  |
| 1.     | «Woke» (Demo)                   | 3:40     |  |
| 2.     | «The Ghost Intervention» (Demo) | 3:13     |  |
| 3.     | «Monica» (Demo)                 | 3:18     |  |
| 4.     | «Black» (Demo)                  | 3:23     |  |
| 5.     | «Strange Ways» (Demo)           | 2:31     |  |
| 6.     | «I Get Carried Away» (Demo)     | 3:14     |  |
| 7.     | «A-OK» (Demo)                   | 2:22     |  |
| 21:41  |                                 |          |  |

| Lado F |                      |          |  |
| N.º    | Título               | Duración |  |
| 8.     | «Destroyed» (Demo)   | 3:29     |  |
| 9.     | «Playin' Me» (Demo)  | 2:42     |  |
| 10.    | «My Car» (Demo)      | 2:31     |  |
| 11.    | «Cowboy» (Demo)      | 2:39     |  |
| 12.    | «Mayday» (Demo)      | 3:12     |  |
| 13.    | «The Journey» (Demo) | 2:40     |  |
| 17:13  |                      |          |  |

## Créditos
Adaptados del booklet de la edición «Super Deluxe» de «Smoke + Mirrors». Todas las canciones son interpretadas por Imagine Dragons.
Shots
- Escrito por Dan Reynolds, Wayne Sermon, Ben McKee y Daniel Platzman.
- Producido por Imagine Dragons.
- Publicado por KIDinaKORNER / Universal.
- Grabado por Robert Root en “Ragged Insomnia Studio”.
- Mezclado por Manny Marroquin en “Larrabee Studios”, asistido por Chris Galland e Ike Schultz.
- Masterizado por Joe LaPorta en “Sterling Sound”.

℗ 2015 KIDinaKORNER/Interscope Records
Gold
- Escrito por Dan Reynolds, Wayne Sermon, Ben McKee, Daniel Platzman y Alex Da Kid para KIDinaKORNER.
- Producido por Alex Da Kid para KIDinaKORNER.
- Publicado por KIDinaKORNER / Universal, Songs of Universal, Inc. (BMI) o/b/o Alexander Grant.
- Grabado por Robert Root en “Ragged Insomnia Studio”.
- Mezclado por Manny Marroquin en “Larrabee Studios”, asistido por Chris Galland e Ike Schultz.
- Masterizado por Joe LaPorta en “Sterling Sound”.

℗ 2015 KIDinaKORNER/Interscope Records
Smoke And Mirrors
- Escrito por Dan Reynolds, Wayne Sermon, Ben McKee y Daniel Platzman.
- Producido por Imagine Dragons.
- Publicado por KIDinaKORNER / Universal.
- Grabado por Robert Root en “Ragged Insomnia Studio”.
- Mezclado por Manny Marroquin en “Larrabee Studios”, asistido por Chris Galland e Ike Schultz.
- Masterizado por Joe LaPorta en “Sterling Sound”.

℗ 2015 KIDinaKORNER/Interscope Records
I’m So Sorry
- Escrito por Dan Reynolds, Wayne Sermon, Ben McKee y Daniel Platzman.
- Producido por Imagine Dragons.
- Publicado por KIDinaKORNER / Universal.
- Grabado por Robert Root en “Ragged Insomnia Studio”.
- Mezclado por Manny Marroquin en “Larrabee Studios”, asistido por Chris Galland e Ike Schultz.
- Masterizado por Joe LaPorta en “Sterling Sound”.

℗ 2015 KIDinaKORNER/Interscope Records
I Bet My Life
- Escrito por Dan Reynolds, Wayne Sermon, Ben McKee y Daniel Platzman.
- Producido por Imagine Dragons.
- Publicado por KIDinaKORNER / Universal.
- Grabado por Robert Root en “Ragged Insomnia Studio”.
- Mezclado por Manny Marroquin en “Larrabee Studios”, asistido por Chris Galland e Ike Schultz.
- Voces por Las Vegas Mass Choir.
- Masterizado por Joe LaPorta en “Sterling Sound”.

℗ 2015 KIDinaKORNER/Interscope Records
Polaroid
- Escrito por Dan Reynolds, Wayne Sermon, Ben McKee y Daniel Platzman.
- Producido por Imagine Dragons.
- Publicado por KIDinaKORNER / Universal.
- Grabado por Robert Root en “Ragged Insomnia Studio”.
- Mezclado por Manny Marroquin en “Larrabee Studios”, asistido por Chris Galland e Ike Schultz.
- Masterizado por Joe LaPorta en “Sterling Sound”.

℗ 2015 KIDinaKORNER/Interscope Records
Friction
- Escrito por Dan Reynolds, Wayne Sermon, Ben McKee y Daniel Platzman.
- Producido por Imagine Dragons.
- Publicado por KIDinaKORNER / Universal.
- Grabado por Robert Root en “Ragged Insomnia Studio”.
- Mezclado por Manny Marroquin en “Larrabee Studios”, asistido por Chris Galland e Ike Schultz.
- Masterizado por Joe LaPorta en “Sterling Sound”.

℗ 2015 KIDinaKORNER/Interscope Records
It Comes Back You
- Escrito por Dan Reynolds, Wayne Sermon, Ben McKee y Daniel Platzman.
- Producido por Imagine Dragons.
- Publicado por KIDinaKORNER / Universal.
- Grabado por Robert Root en “Ragged Insomnia Studio”.
- Mezclado por Manny Marroquin en “Larrabee Studios”, asistido por Chris Galland e Ike Schultz.
- Masterizado por Joe LaPorta en “Sterling Sound”.

℗ 2015 KIDinaKORNER/Interscope Records
Dream
- Escrito por Dan Reynolds, Wayne Sermon, Ben McKee, Daniel Platzman y Alex Da Kid para KIDinaKORNER.
- Producido por Alex Da Kid para KIDinaKORNER.
- Publicado por KIDinaKORNER / Universal, Songs of Universal, Inc. (BMI) o/b/o Alexander Grant.
- Grabado por Robert Root en “Ragged Insomnia Studio”.
- Ingeniería Adicional por Phil Liddiard.
- Mezclado por Manny Marroquin en “Larrabee Studios”, asistido por Chris Galland e Ike Schultz.
- Masterizado por Joe LaPorta en “Sterling Sound”.

℗ 2015 KIDinaKORNER/Interscope Records
Trouble
- Escrito por Dan Reynolds, Wayne Sermon, Ben McKee y Daniel Platzman.
- Producido por Imagine Dragons.
- Publicado por KIDinaKORNER / Universal.
- Grabado por Robert Root en “Ragged Insomnia Studio”.
- Mezclado por Manny Marroquin en “Larrabee Studios”, asistido por Chris Galland e Ike Schultz.
- Trompeta por Peter Bresciani.
- Masterizado por Joe LaPorta en “Sterling Sound”.

℗ 2015 KIDinaKORNER/Interscope Records
Summer
- Escrito por Dan Reynolds, Wayne Sermon, Ben McKee y Daniel Platzman.
- Producido por Imagine Dragons.
- Publicado por KIDinaKORNER / Universal.
- Grabado por Robert Root en “Ragged Insomnia Studio”.
- Mezclado por Manny Marroquin en “Larrabee Studios”, asistido por Chris Galland e Ike Schultz.
- Masterizado por Joe LaPorta en “Sterling Sound”.

℗ 2015 KIDinaKORNER/Interscope Records
Hopeless Opus
- Escrito por Dan Reynolds, Wayne Sermon, Ben McKee y Daniel Platzman.
- Producido por Imagine Dragons.
- Publicado por KIDinaKORNER / Universal.
- Grabado por Robert Root en “Ragged Insomnia Studio”.
- Mezclado por Manny Marroquin en “Larrabee Studios”, asistido por Chris Galland e Ike Schultz.
- Masterizado por Joe LaPorta en “Sterling Sound”.

℗ 2015 KIDinaKORNER/Interscope Records
The Fall
- Escrito por Dan Reynolds, Wayne Sermon, Ben McKee y Daniel Platzman.
- Producido por Imagine Dragons.
- Publicado por KIDinaKORNER / Universal.
- Grabado por Robert Root en “Ragged Insomnia Studio”.
- Mezclado por Manny Marroquin en “Larrabee Studios”, asistido por Chris Galland e Ike Schultz.
- Masterizado por Joe LaPorta en “Sterling Sound”.

℗ 2015 KIDinaKORNER/Interscope Records
Thief
- Escrito por Dan Reynolds, Wayne Sermon, Ben McKee y Daniel Platzman.
- Producido por Imagine Dragons.
- Publicado por KIDinaKORNER / Universal.
- Grabado y Mezclado por Robert Root en “Ragged Insomnia Studio”.
- Masterizado por Joe LaPorta en “Sterling Sound”.

℗ 2015 KIDinaKORNER/Interscope Records
The Unknown
- Escrito por Dan Reynolds, Wayne Sermon, Ben McKee y Daniel Platzman.
- Producido por Imagine Dragons.
- Publicado por KIDinaKORNER / Universal.
- Grabado por Robert Root en “Ragged Insomnia Studio”.
- Mezclado por Manny Marroquin en “Larrabee Studios”, asistido por Chris Galland e Ike Schultz.
- Masterizado por Joe LaPorta en “Sterling Sound”.

℗ 2015 KIDinaKORNER/Interscope Records
Second Chances
- Escrito por Dan Reynolds, Wayne Sermon, Ben McKee y Daniel Platzman.
- Producido por Imagine Dragons.
- Publicado por KIDinaKORNER / Universal.
- Grabado por Robert Root en “Ragged Insomnia Studio”.
- Mezclado por Manny Marroquin en “Larrabee Studios”, asistido por Chris Galland e Ike Schultz.
- Masterizado por Joe LaPorta en “Sterling Sound”.

℗ 2015 KIDinaKORNER/Interscope Records
Release
- Escrito por Dan Reynolds, Wayne Sermon, Ben McKee y Daniel Platzman.
- Producido por Imagine Dragons.
- Publicado por KIDinaKORNER / Universal.
- Grabado por Imagine Dragons en la carretera.
- Masterizado por Joe LaPorta en “Sterling Sound”.

℗ 2015 KIDinaKORNER/Interscope Records
Warriors
- Escrito por Dan Reynolds, Wayne Sermon, Ben McKee, Daniel Platzman, Alex Da Kid para KIDinaKORNER y Josh Mosser.
- Arreglo y Orquestación por Sebastien Najand (Riot Games).
- Cuerdas Adicionales por Christian Linke (Riot Games).
- Producido por Alex Da Kid para KIDinaKORNER.
- Publicado por KIDinaKORNER / Universal, Songs of Universal, Inc. (BMI) o/b/o Alexander Grant y JMosser Music (BMI).
- Grabado por Christian Linke (Riot Games) y Josh Mosser.
- Mezclado por Manny Marroquin en “Larrabee Studios”.
- Masterizado por Joe LaPorta en “Sterling Sound”.

℗ 2014 KIDinaKORNER/Interscope Records
Battle Cry
- Escrito por Dan Reynolds, Wayne Sermon, Ben McKee y Daniel Platzman.
- Producido por Imagine Dragons.
- Publicado por KIDinaKORNER / Universal.
- Mezclado por Manny Marroquin en “Larrabee Studios”.
- Masterizado por Joe LaPorta en “Sterling Sound”.

℗ 2014 KIDinaKORNER/Interscope Records
Monster
- Escrito por Dan Reynolds, Wayne Sermon, Alex Da Kid para KIDinaKORNER y Josh Mosser.
- Producido por Alex Da Kid para KIDinaKORNER.
- Publicado por KIDinaKORNER / Universal, Songs of Universal, Inc. (BMI) o/b/o Alexander Grant y JMosser Music (BMI).
- Mezclado por Manny Marroquin en “Larrabee Studios”.
- Masterizado por Joe LaPorta en “Sterling Sound”.

℗ 2013 KIDinaKORNER/Interscope Records
Who We Are
- Escrito por Dan Reynolds, Wayne Sermon, Ben McKee, Alex Da Kid para KIDinaKORNER y Josh Mosser.
- Producido por Alex Da Kid para KIDinaKORNER.
- Publicado por KIDinaKORNER / Universal, Songs of Universal, Inc. (BMI) o/b/o Alexander Grant y JMosser Music (BMI).
- Mezclado por Manny Marroquin en “Larrabee Studios”.
- Masterizado por Joe LaPorta en “Sterling Sound”.

℗ 2013 KIDinaKORNER/Interscope Records
Imagine Dragons
- Dan Reynolds: Voz (en todas las canciones).
- Wayne Sermon: Guitarra (en todas las canciones) y Cello (en «Dream»).
- Ben McKee: Bajo (en todas las canciones) y Contrabajo (en «Dream»).
- Daniel Platzman: Batería (excepto en «Release»), Violín y Viola (en «Dream»).

Producción y Diseño
- Productor Ejecutivo: Alex Da Kid para KIDinaKORNER.
- Pintura Original de Tim Cantor.
- Fotografía: Eliot Lee Hazel.
- Diseñado en Graphic Therapy, NY.

## Listas de Popularidad
| Listas(2015)                            | Mejor posición |
| --------------------------------------- | -------------- |
| Australia (ARIA)                        | 4              |
| Austria (Ö3 Austria)                    | 5              |
| Bélgica (Ultratop flamenca)             | 9              |
| Bélgica (Ultratop valona)               | 8              |
| Canadá (Billboard Canadian Albums)      | 1              |
| República Checa (ČNS IFPI)              | 8              |
| Dinamarca (Hitlisten)                   | 15             |
| Países Bajos (Album Top 100)            | 6              |
| Francia (SNEP)                          | 9              |
| Alemania (Media Control Charts)         | 3              |
| Hungría (MAHASZ)                        | 13             |
| Irlanda (IRMA)                          | 6              |
| Italia (FIMI)                           | 6              |
| Japón (Oricon)                          | 50             |
| Mexican Albums (AMPROFON)               | 5              |
| Nueva Zelanda (Recorded Music NZ)       | 4              |
| Noruega (VG-lista)                      | 11             |
| Polonia (ZPAV)                          | 10             |
| Portugal (AFP)                          | 10             |
| Escocia (Scottish Albums Chart)         | 1              |
| España (PROMUSICAE)                     | 2              |
| Suecia (Sverigetopplistan)              | 21             |
| Suiza (Schweizer Hitparade)             | 3              |
| Reino Unido (UK Albums Chart)           | 1              |
| Estados Unidos (Billboard 200)          | 1              |
| Estados Unidos (Top Rock Albums)        | 1              |
| Estados Unidos (Top Alternative Albums) | 1              |

| Lista(2015)                      | Mejor posición |
| -------------------------------- | -------------- |
| Argentine Monthly Albums (CAPIF) | 9              |

| Lista (2015)                      | Posición |
| --------------------------------- | -------- |
| Australian Albums (ARIA)          | 62       |
| Canadian Albums (Billboard)       | 15       |
| Italian Albums (FIMI)             | 80       |
| Mexican Albums (AMPROFON)         | 38       |
| Nueva Zelanda (Recorded Music NZ) | 40       |
| Suiza (Schweizer Hitparade)       | 86       |
| US Billboard 200                  | 29       |
| US Digital Albums (Billboard)     | 24       |
| US Top Rock Albums (Billboard)    | 6        |

## Certificaciones
| Territorio     | Organismo certificador | Certificación | Ventas certificadas | Simbolización | Ref.    |        |        |        |
| Europa         | Europa                 | Europa        | Europa              | Europa        | Europa  | Europa | Europa | Europa |
| -------------- | ---------------------- | ------------- | ------------------- | ------------- | ------- | ------ | ------ | ------ |
| Reino Unido    | BPI                    | Oro           | 100,000^            | —             | [ 103 ] |        |        |        |
| Noruega        | IFPI                   | Oro           | 15,000*             | —             | [ 104 ] |        |        |        |
| América        |                        |               |                     |               |         |        |        |        |
| Brasil         | ABPD                   | Oro           | 20,000*             | —             | [ 105 ] |        |        |        |
| México         | AMPROFON               | Oro           | 30,000^             | —             | [ 106 ] |        |        |        |
| Estados Unidos | RIAA                   | Platino       | 1,000,000^          | —             | [ 107 ] |        |        |        |

## Historial de lanzamientos
| País           | Fecha                 | Formato             | Edición                      | Discográfica                    |
| -------------- | --------------------- | ------------------- | ---------------------------- | ------------------------------- |
| Argentina      | 11 de febrero de 2015 | CD Descarga digital | Estándar Deluxe              | Universal Music Group           |
| Brasil         | 13 de febrero de 2015 | CD                  | Deluxe                       | Universal Music Group           |
| Noruega        | 13 de febrero de 2015 | CD Descarga Digital | Estándar Deluxe Super Deluxe | Interscope Records              |
| Estados Unidos | 17 de febrero de 2015 | CD Descarga Digital | Estándar Deluxe              | KIDinaKORNER Interscope Records |